# 夜明けのない朝
『夜明けのない朝』（原題：Ssssh）は、イングランドのロック・バンド、テン・イヤーズ・アフターが1969年8月に発表したアルバム。通算4作目、スタジオ・アルバムとしては3作目に当たる。本作のリリースと同月に、バンドはウッドストック・フェスティバルに出演し、その名声を高めた。

## 反響・評価
母国イギリスでは18週にわたり全英アルバムチャートでトップ100入りして、最高4位を記録した。アメリカのBillboard 200では20位に達し、バンド初の全米トップ40アルバムとなった。日本初回盤LP (DL-16)は1970年1月10日に発売され、同年に集計が開始されたオリコンLPチャートでは最高42位となった。
Jim Newsomはオールミュージックにおいて5点満点中4点を付け「この録音は、アルヴィン・リーの華々しいギターとバンドの推進力に満ちたリズム・セクションを際立たせた、当時のブリティッシュ・ブルースロックの入門書である。テン・イヤーズ・アフターの多くの作品と同様、歌詞はおざなりだが音楽は熱い」と評している。また、Eduardo RivadaviaはUltimate Classic Rockにおいて「やがてテン・イヤーズ・アフターのサウンドの特徴となっていく明確なブルースロック路線を決定づけようと、当時多用されていたサイケデリックな散漫さを幾分排除し、しばしば煮え切らなく焦点が定まっていなかった以前の作品と比べて、絶対的な進歩を見せ付けた」と評している。

## 収録曲
特記なき楽曲はアルヴィン・リー作。
1. バッド・シーン - "Bad Scene" - 3:30
2. トゥ・タイム・ママ - "Two Time Mama" - 2:02
3. ストーンド・ウーマン - "Stoned Woman" - 3:21
4. グッド・モーニング・リトル・スクールガール - "Good Morning Little Schoolgirl" (Sonny Boy Williamson) - 7:10
5. 愛してくれるなら - "If You Should Love Me" - 5:23
6. 知らないどうし - "I Don't Know That You Don't Know My Name" - 2:06
7. ストンプ - "The Stomp" - 4:30
8. 夜明けのない朝 - "I Woke Up This Morning" - 5:30

## 参加ミュージシャン
- アルヴィン・リー - ボーカル、ギター
- チック・チャーチル - ハモンドオルガン、ピアノ
- レオ・ライオンズ - ベース
- リック・リー - ドラムス